# Wietmarscher Ambulanz- und Sonderfahrzeug

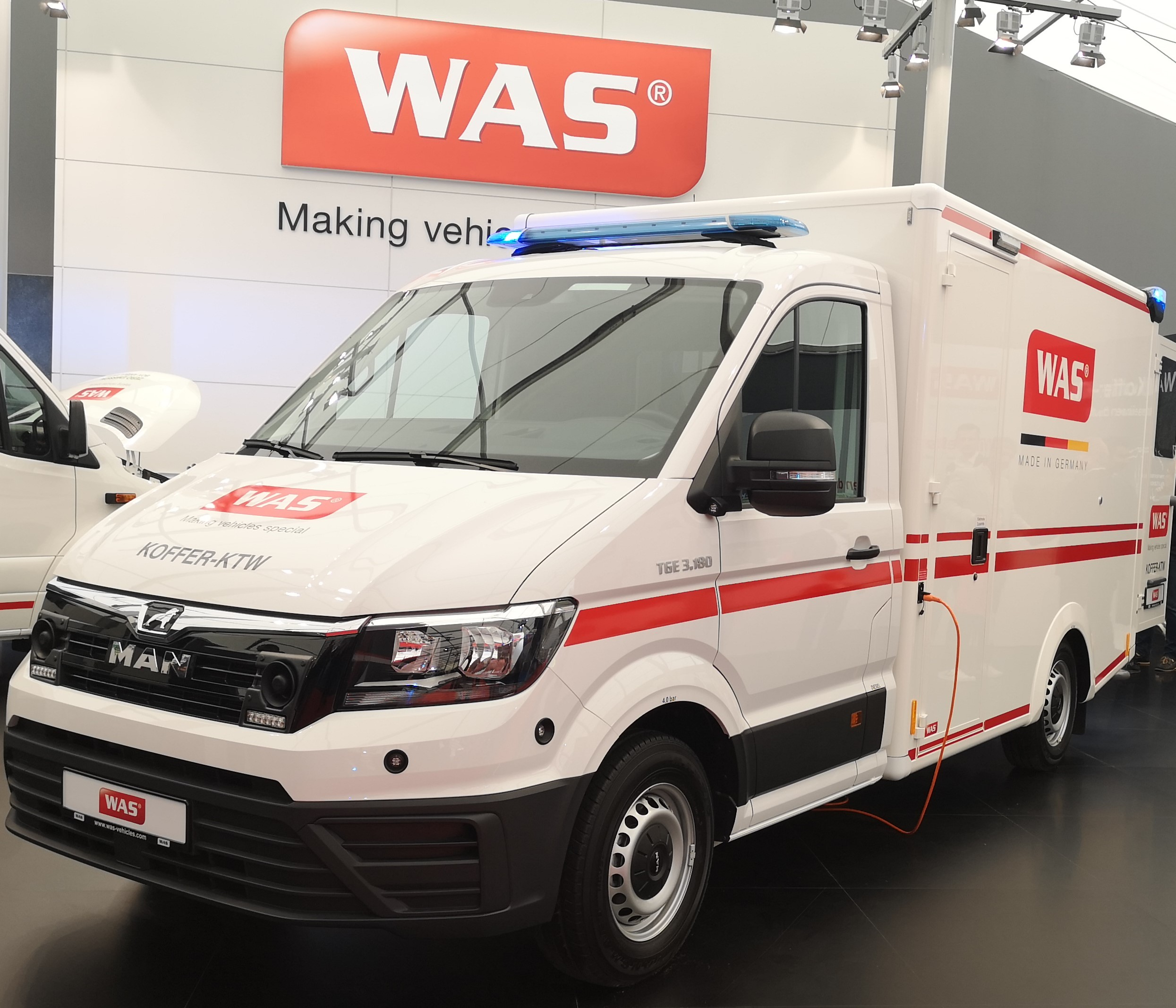
Messestand von WAS auf der RETTmobil mit einem Krankenwagen

Die Firma Wietmarscher Ambulanz- und Sonderfahrzeug GmbH (WAS) ist ein deutscher Hersteller von Rettungs- und Sonderfahrzeugen mit Sitz in Emsbüren.

## Unternehmen
Jährlich werden rund 1600 Fahrzeuge für Kunden aus über 40 Ländern gefertigt. Wichtigste Absatzmärkte sind Deutschland 33 %, EU inkl. Großbritannien 30 % und weitere internationale Märkte, wie z. B. die Golf-Region und Ägypten (Stand: 2022).
Fertigungsstandorte bestehen in Deutschland und in Polen. Der Standort in Deutschland besteht aus dem 2021 neu bezogenen Standort in Emsbüren sowie temporär genutzte Lager und Produktionsflächen am alten Standort in Wietmarschen. Der Standort in Polen besteht aus dem 2021 neu bezogenen Standort in Ostaszewo, an welchem neben den Fahrzeugen sämtliche Möbelsätze gefertigt werden sowie diverse Metallteile für beide Standorte.
Bei WAS sind rund 400 Mitarbeiter angestellt. Als Ausbildungsbetrieb bietet WAS rund zehn Ausbildungswege an.
Seit 2021 ist die LUEG-Gruppe mit Sitz in Bochum Eigentümer der WAS.

## Geschichte
WAS wurde 1987 in Wietmarschen (Landkreis Grafschaft Bentheim) gegründet.
Seit 2001 werden die Fahrzeugkoffer für die Rettungswagen mit dem „WAS-VacuTherm®-Verfahren“ hergestellt.
Bis 2017 wurden über 25.000 Fahrzeuge hergestellt; 2017 wurde ein Umsatz von rund 96 Millionen Euro erwirtschaftet. Seit 2008 ist WAS auch im Vereinigten Königreich vertreten und hat inzwischen über 3.800 Fahrzeuge dorthin geliefert.
Jedes Jahr ist WAS mit einem Messestand bei der RETTmobil vertreten. Dort wurde 2018 ein elektrisch betriebener Kofferaufbau-Rettungswagen präsentiert. Dieser wird seit 2023 von der Feuerwehr Berlin und der Feuerwehr Hannover im Regelrettungsdienst eingesetzt werden. Auch bieten sie Krankenwagen mit Kofferaufbau an, welche so mehr Raum zum Arbeiten bieten und Kofferaufbau-Rettungswagen mit einem Gewicht von 3,5 Tonnen, sodass kein LKW-Führerschein zum Fahren benötigt wird.
2021 erfolgte aus Platzgründen der Unternehmensumzug ins emsländische Emsbüren an den neuen Hauptsitz.

## Produkte

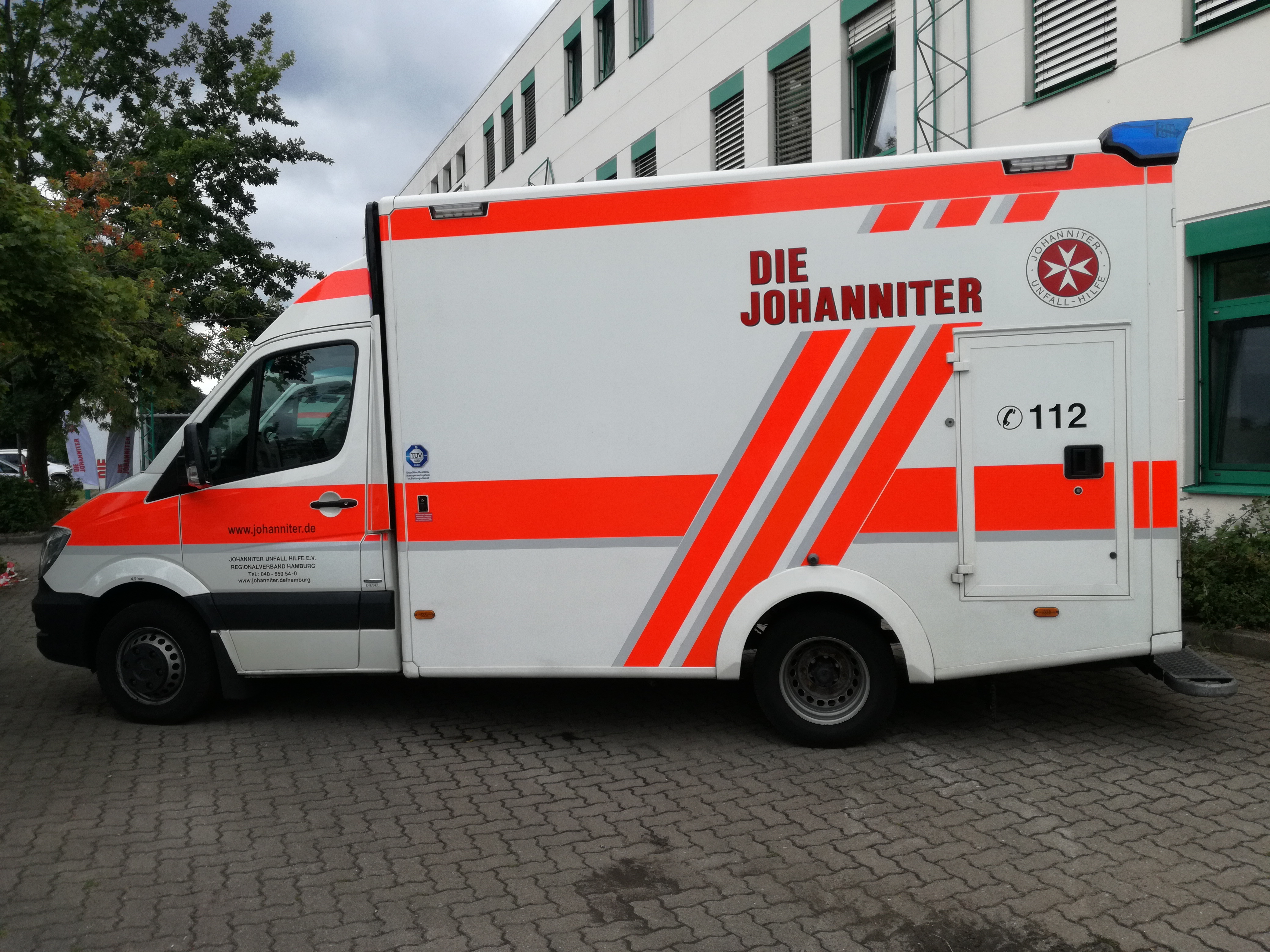
Rettungswagen der Johanniter mit Kofferaufbau von WAS

WAS hat Fahrzeuge unter anderem für den Rettungsdienst, die Feuerwehr, die Polizei, den Katastrophenschutz und die Bergwacht im Angebot. Neben dem Ausbau von Fahrzeugen bietet WAS auch Fahrsicherheitstrainings an, hat ein Service- und Wartungsangebot und veröffentlicht das Kundenmagazin Safety First.
- Rettungswagen (WAS 300 als Kastenwagen und WAS 500 als Kofferaufbau)
- Krankentransportwagen
- Notarzteinsatzfahrzeug (WAS 100)
- Notarztwagen
- Baby-Notarztwagen
- Intensivtransportwagen
- Infekt-Rettungswagen
- Schwerlast-Rettungswagen
- Einsatzleitwagen
- Gerätewagen Sanität (WAS 900)
- 4-Tragen-Krankentransportwagen
- Rollende Praxis
- Hundetransportwagen
- Kontrollfahrzeuge
- Streifenwagen
- Mobile Wache
- All-Terrain-Notfallrettungsfahrzeuge

Eine Besonderheit sind die „WAS-Assist-Systeme“ wie die Ausrüstungskontrolle mittels der RFID-Technik WAS Smart Check, die elektromechanische Türzuziehhilfe WAS Door Assist, der WAS Multi-Load Assist für den Trageneinzug und das Desinfektionssystem WAS SanSafe. Über die WAS Control kann die Elektrik im Fahrzeug zentral gesteuert werden. Der WAS Hydro Universal Ambulanztisch ermöglicht die Seitenverstellung und Veränderung der Arbeitshöhe bei elektrischen Tragen.

## Besondere Aufträge

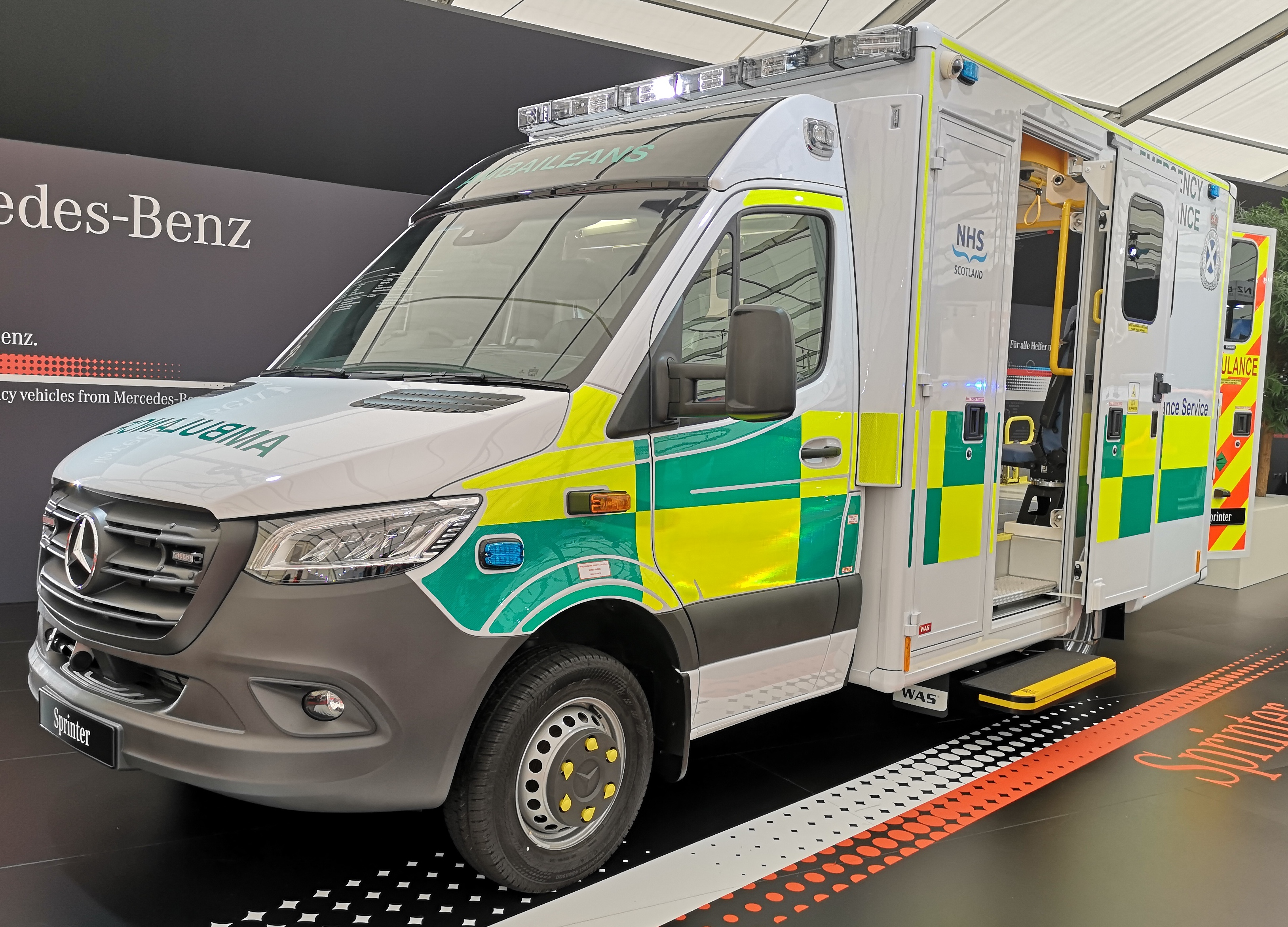
WAS Rettungswagen für den NHS in Schottland

Die 427 für die Medizinische Task Force benötigten Gerätewagen Sanität auf Basis des MAN TGL10.220 4×2 BB, mit einem Gesamtwert von über 70 Millionen Euro, wurden bis 2016 von WAS produziert.
2019 bekam WAS den Auftrag, 485 Rettungswagen für den East of England Ambulance Service Trust auf Basis des Fiat Ducato zu bauen. Auch für das HART des NHS und den Kinderintensivtransport wurden Fahrzeuge ausgebaut. Ebenso erhält der London Ambulance Service 2023 erstmalig 20 WAS Rettungswagen.
2019 baute WAS 203 Rettungswagen für die Egyptian Ambulance Organisation, nachdem bereits 300 Rettungswagen 2016 bestellt worden waren.